# Браян Нортон (тенісист)
Браян Нортон (англ. Brian Norton; 10 жовтня 1899 — 16 липня 1956) — колишній південноафриканський тенісист.
Найвищу одиночну позицію світового рейтингу — 7 місце досяг 1921 року (за даними А. Волліса Маєрса).
Перемагав на турнірах Великого шолома в парному розряді.

## Фінали турнірів Великого шолома

### Одиночний розряд (1 поразка)
| Результат | Рік  | Турнір               | Покриття | Суперник    | Рахунок                 |
| --------- | ---- | -------------------- | -------- | ----------- | ----------------------- |
| Поразка   | 1921 | Вімблдонський турнір | Трава    | Білл Тілден | 6–4, 6–2, 1–6, 0–6, 5–7 |

### Парний розряд (1 перемога)
| Результат | Рік  | Турнір        | Покриття | Партнер     | Суперники                            | Рахунок                 |
| --------- | ---- | ------------- | -------- | ----------- | ------------------------------------ | ----------------------- |
| Перемога  | 1923 | Чемпіонат США | Трава    | Білл Тілден | Річард Норріс Вільямс Вотсон Вошберн | 3–6, 6–2, 6–3, 5–7, 6–2 |